# Семенів (Тернопільський район)
Семе́нів — село в Україні, у Теребовлянській міській громаді Тернопільського району Тернопільської області. Від 2015 у складі Теребовлянської міської громади.
Населення — 555 осіб (2007).

## Історія
Поблизу села виявлено археологічні пам'ятки культури кулястих амфор і давньоруської культури. Трипільське поселення етапу СІІ розміщене на полі біля громадського пасовиська, поблизу колишнього с. Зеленче, тепер об'єднаного із с. Семенів (урочище Грушівка). Розкопками виявлено рештки жител, зібрано кераміку, глиняні тягарці, крем'яні вироби (ножі і скребки) та кістки тварин. Розкопки В. Деметрикевича у 1900 році. та С. А. Судакова у 1947 році.
Перша писемна згадка — 1564.
18 березня 1907 року освячено новозбудований костел.
1 серпня 1934 року в рамках реформи на підставі нового закону про самоуправління (23 березня 1933 року) увійшло до нової сільської гміни Трембовля (Теребовлянський повіт Тернопільського воєводства).
Діяли «Просвіта», «Рідна школа», «Сільський господар» та інші товариства, а при церкі — братство «Серця Ісусового», кооператива.
12 червня 2020 року, відповідно до розпорядження Кабінету Міністрів України № 724-р «Про визначення адміністративних центрів та затвердження територій територіальних громад Тернопільської області» увійшло до складу Теребовлянської міської громади.
19 липня 2020 року, в результаті адміністративно-територіальної реформи та ліквідації Теребовлянського району, село увійшло до складу Тернопільського району.

## Мікротопоніми
Назви піль: Кабариха, Контровщина, Пікуниха.

## Політика

### Парламентські вибори, 2019
На позачергових парламентських виборах 2019 року у селі функціонувала окрема виборча дільниця № 610857, розташована у приміщенні клубу.
Результати
- зареєстровано 406 виборців, явка 55,67%, найбільше голосів віддано за «Слугу народу» — 38,91%, за «Європейську Солідарність» — 19,46%, за «Голос» — 9,50%.[8] В одномандатному окрузі найбільше голосів отримав Ігор Сопель (Слуга народу) — 22,12%, за Аллу Стечишин (самовисування) — 21,20%, за Олега Вітвіцького (Голос) — 20,74%[9].

## Поширені прізвища
Джуг, Махонька, Наболотний, Понятишин, Сковронський, Шалавига, Яніс.

## Релігія
- церква святих верховних апостолів Петра і Павла (поч. XIX ст., кам'яна УГКЦ),
- церква святих верховних апостолів Петра і Павла (2002, кам'яна, ПЦУ).

## Пам'ятники
Споруджено пам'ятник воїнам-односельцям, полеглим у німецько-радянській війні (1985), відновлено пам'ятний хрест на честь скасування панщини.
На південній околиці села розташована ботанічна пам'ятка природи місцевого значення «На могилі».

## Соціальна сфера
Працюють ЗОШ 1 ступ., клуб, бібліотека.

## Відомі люди
- У Семенові народився редактор, публіцист Б. Василевич.

Голова сільської ради — Кривінська Галина Миколаївна

## Галерея

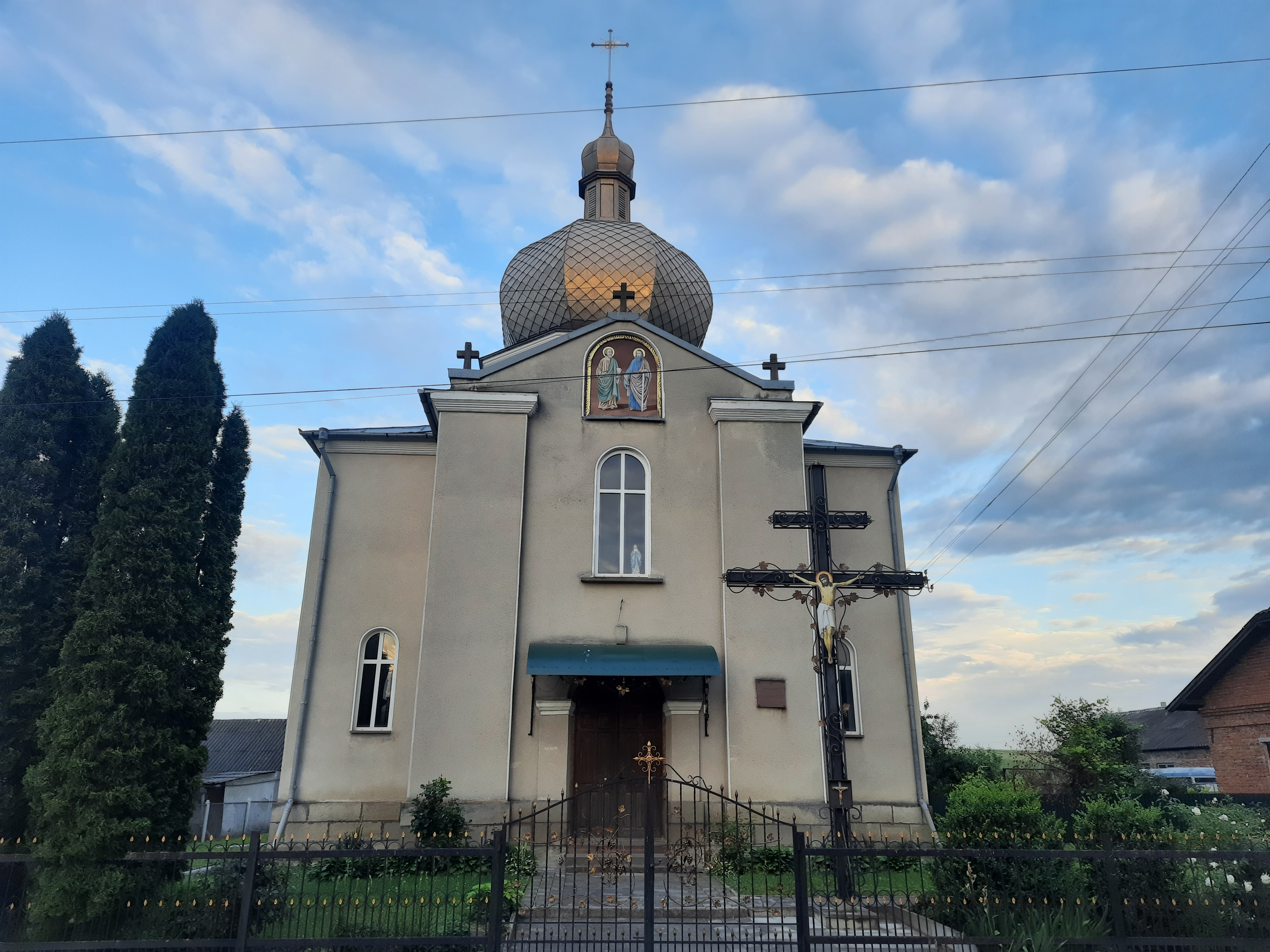
Церква Святих Апостолів Петра і Павла (1994, УГКЦ)
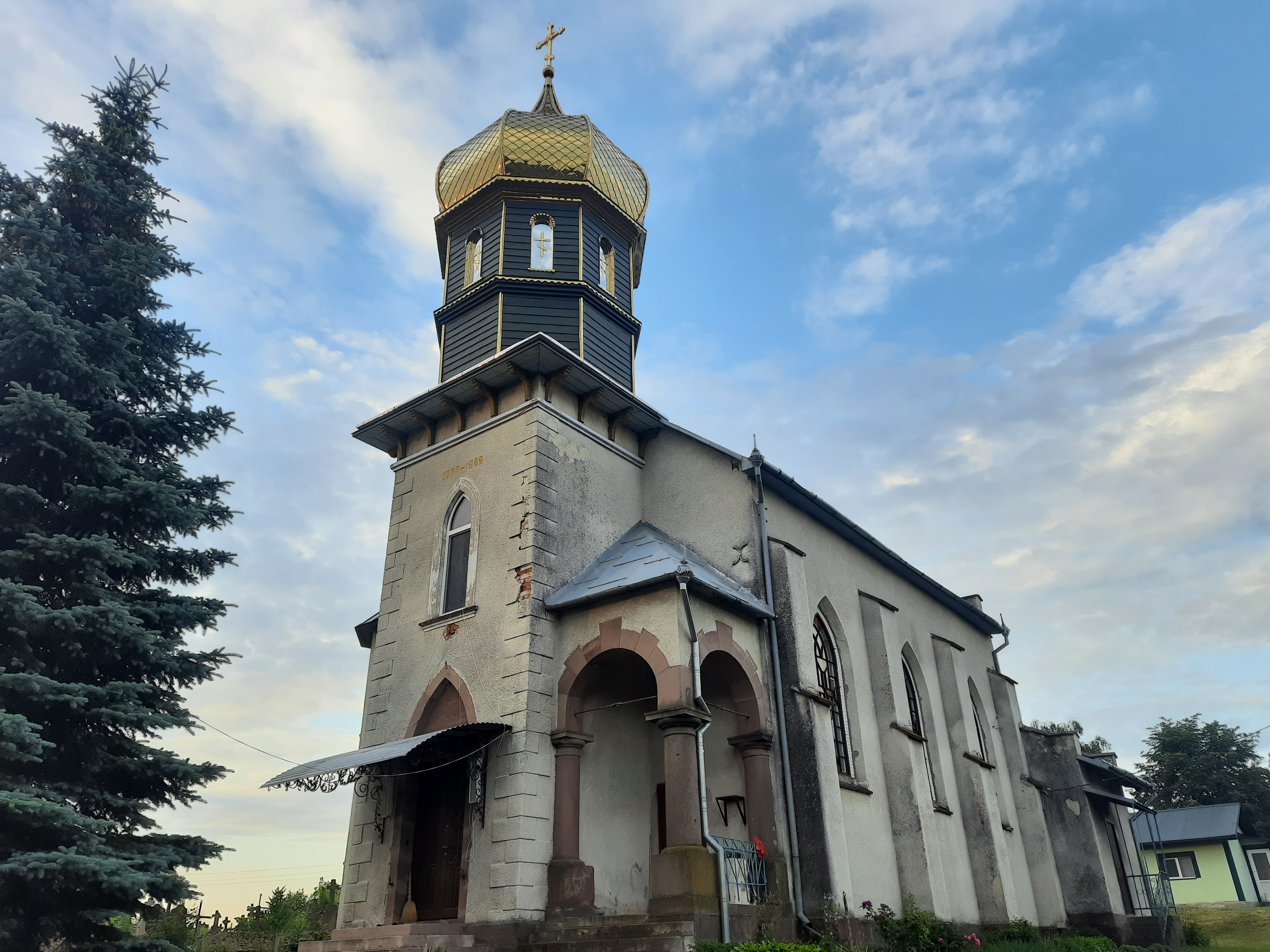
Церква Святих Апостолів Петра і Павла (ПЦУ)
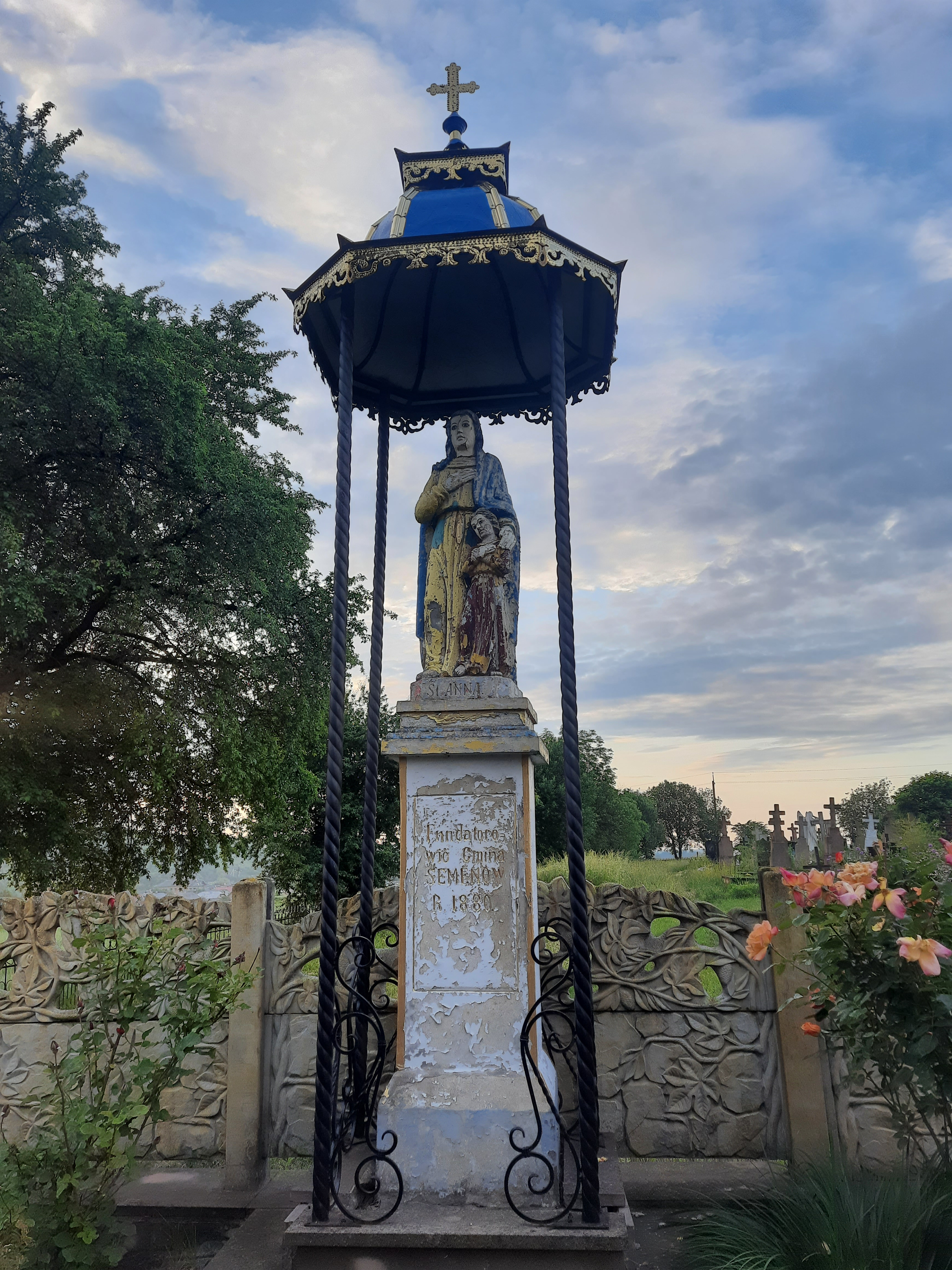
"Фігура" 1880р.
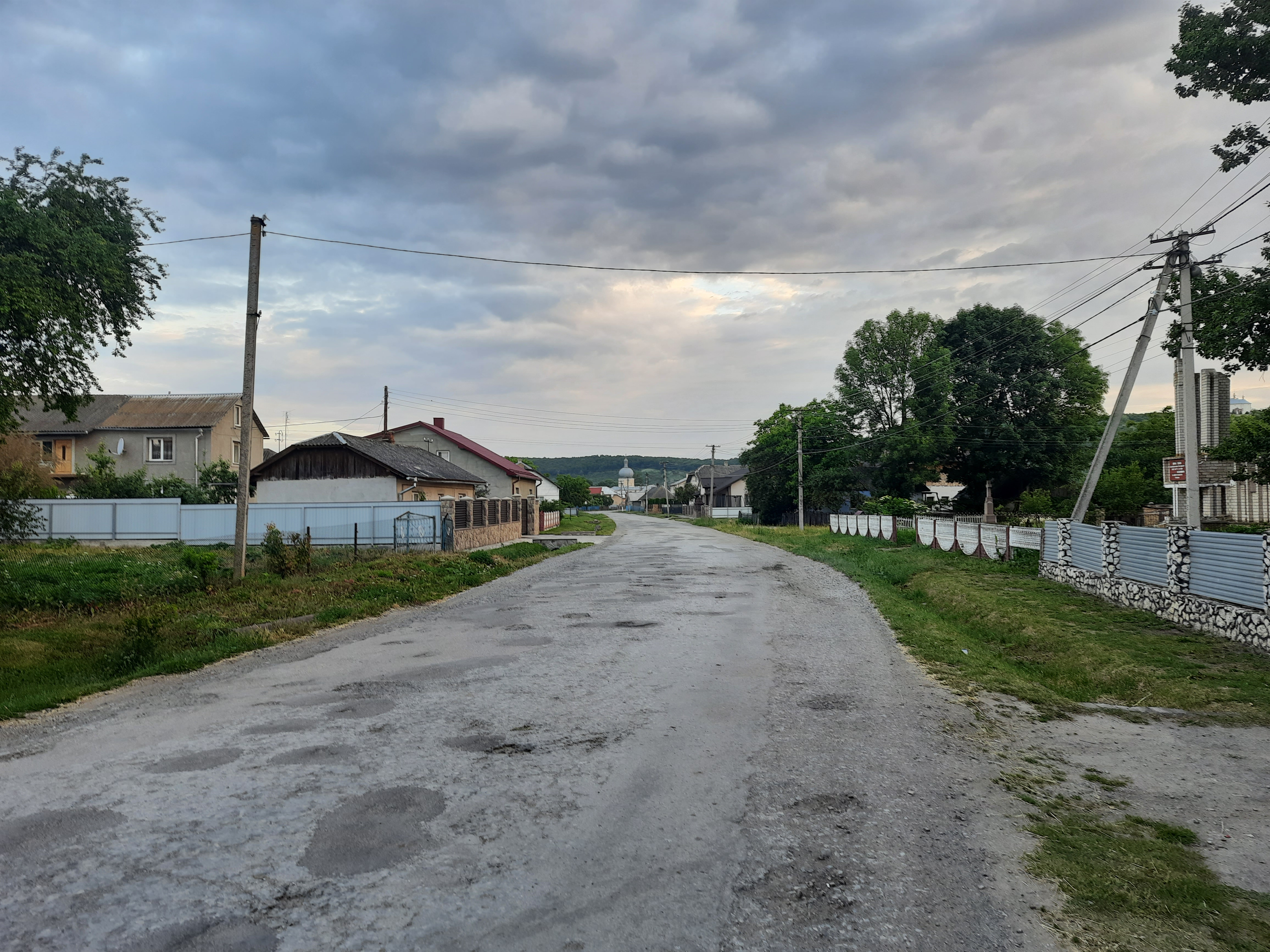
Центральна вулиця
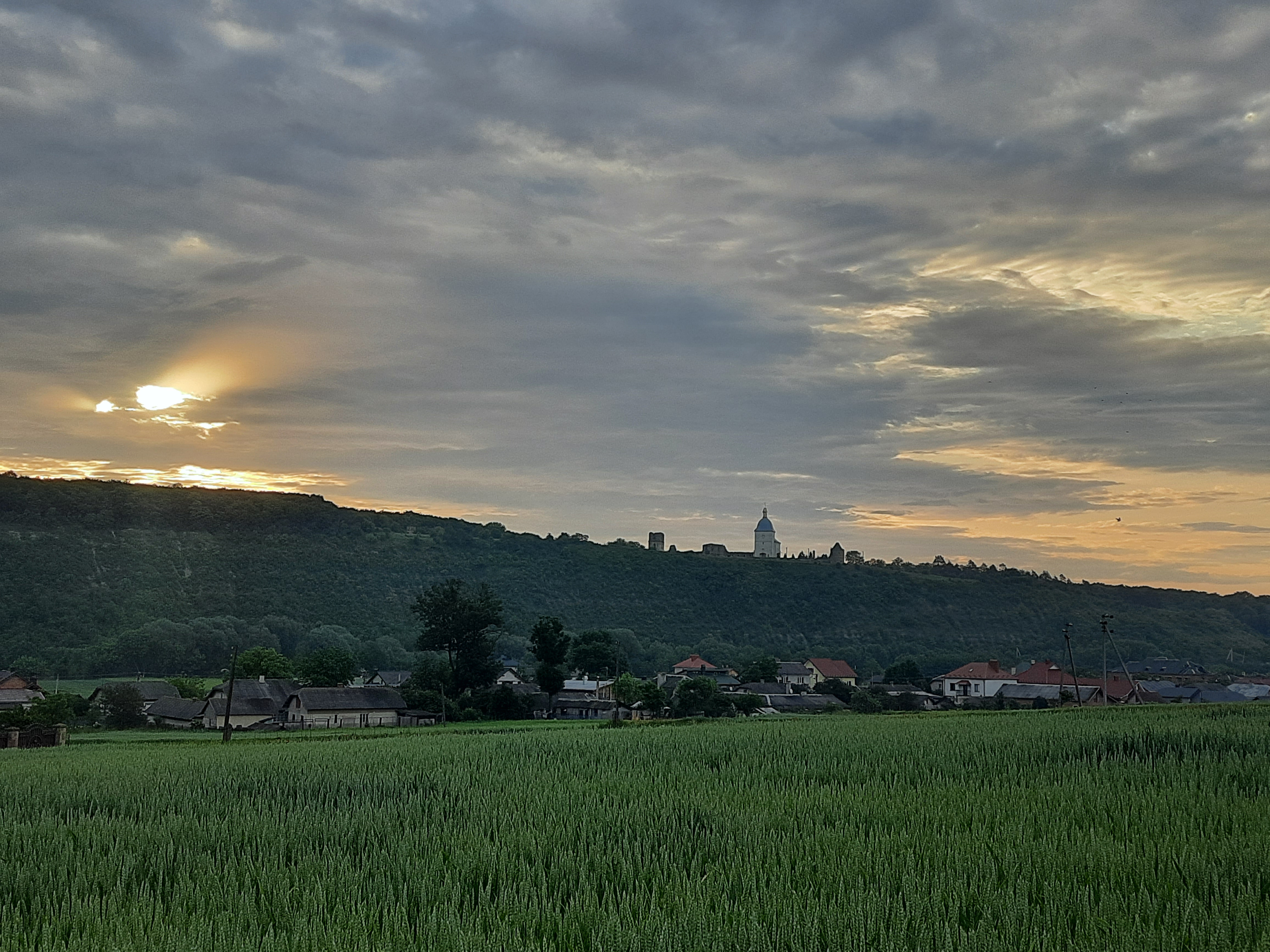
Вигляд із села на Підгорянський монастир